# 팡쯔구

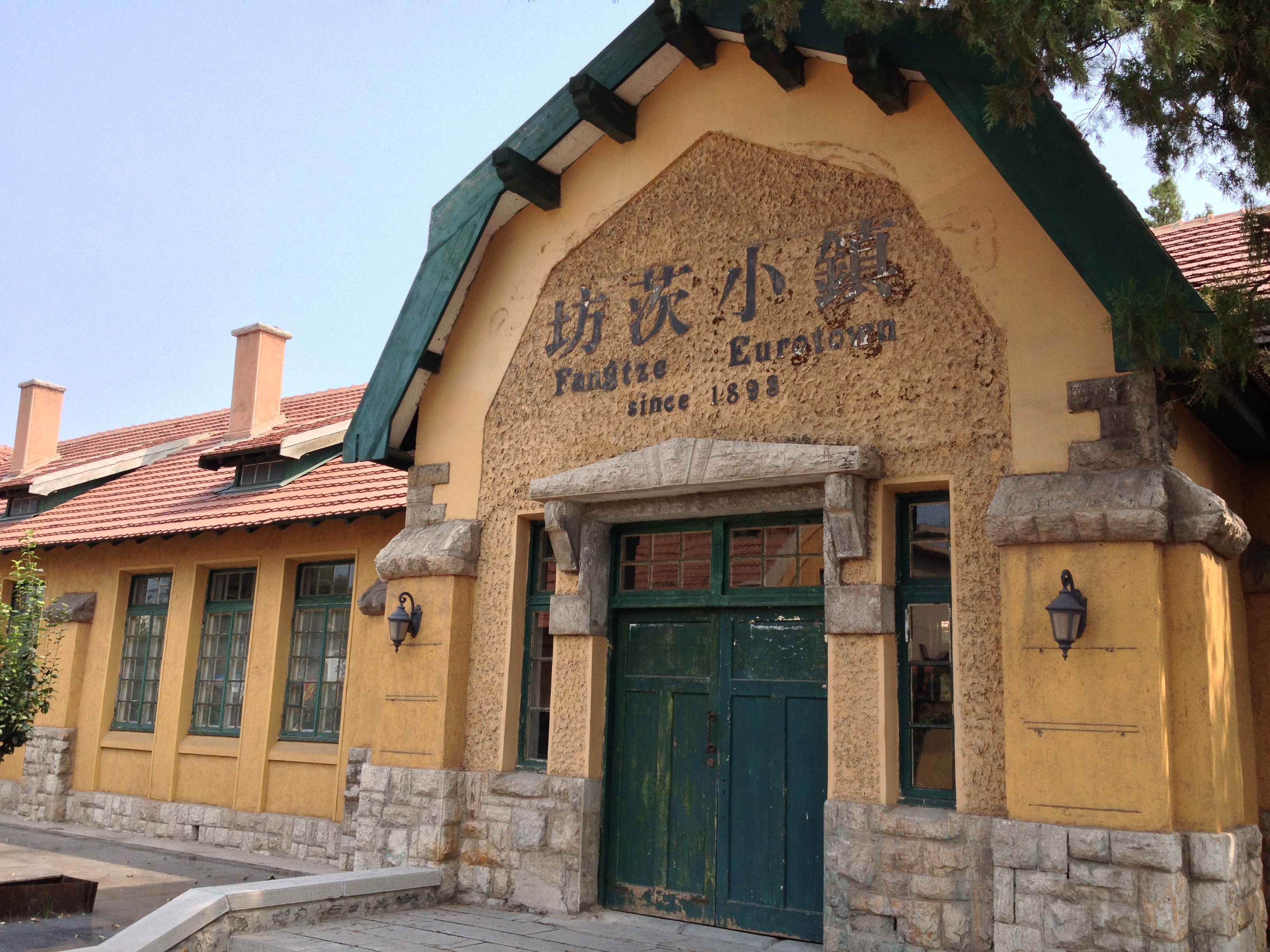

팡쯔구(한국어: 방자구, 중국어: 坊子区, 병음: Fāngzi Qū)는 중화인민공화국 산둥성 웨이팡 시의 현급 행정구역이다. 넓이는 346km2이고, 인구는 2007년 기준으로 250,000명이다.

## 행정 구역
4개 가도, 2개 진을 관할한다.
- 가도: 凤凰街道, 坊安街道, 坊城街道, 九龙涧街道.
- 진: 黄旗堡镇, 太保庄镇.